# Большая Кондорка
Большая Кондорка — река в России, протекает по Свердловской области. Устье реки находится в 73 км по левому берегу реки Шегультан. Длина реки составляет 12 км. В 2,4 км от устья по левому берегу реки впадает река Малая Кондорка.

## Данные водного реестра
По данным государственного водного реестра России относится к Иртышскому бассейновому округу, водохозяйственный участок реки — Сосьва от истока до водомерного поста у деревни Морозково, речной подбассейн реки — Тобол. Речной бассейн реки — Иртыш.
Код объекта в государственном водном реестре — 14010502412111200009794.